# Rafael Arévalo Martínez

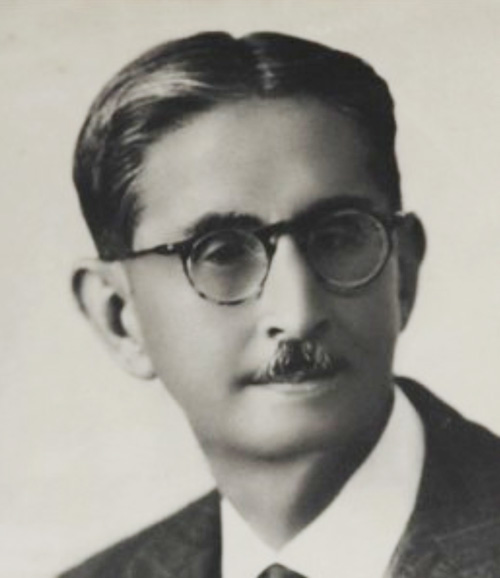
Muitas informações

Rafael Arévalo Martínez (Cidade da Guatemala, 1884 - Cidade da Guatemala, 1975), foi um escritor guatemalteco, considerado um dos precursores do realismo fantástico em seu país.

## Vida
Estudou nos colégios Nia Chon e San José de los Infantes. Contudo, não chegou a terminar o bacharelado devido a problemas de saúde.
Arévalo Martínez cultivava a narrativa e a poesia. Seus primeiros passos públicos na literatura se deu em 1905: nesse ano, apareceu publicado em um jornal seu primeiro poema e, em 1908, apresentou "Mujer y niños" no concurso de contos da revista Electra, que obteve o primeiro prêmio.
Com Francisco Fernández Hall, em 1913, fundou e dirigiu a revista Juan Chapín, principal órgão da geração de 1910, também conhecida como Cometa. Escreveu em jornais e revista tanto guatemaltecas como de outros países, entre eles, em La República, El Nuevo Tiempo e Centroamérica.
Em 1916 morou durante um tempo em Tegucigalpa como chefe de redação do El Nuevo Tiempo, mas logo regressou para a Guatemala onde, em 1918, foi nomeado secretário geral da Oficina Centroamericana (Arévalo Martínez colaborava desde 1915 com a revista que editava essa instituição).
Em 1921 foi eleito membro correspondente da Real Academia Espanhola.
Foi diretor da Biblioteca Nacional da Guatemala durante 20 anos, até que, em 1946, foi nomeado delegado de seu país na União Pan-Americana (atual Organização dos Estados Americanos).
Entre os prêmios que recebeu, destacam-se as condecorações da Ordem del Quetzal (Guatemala) e a Gran Cruz de la Orden de Rubén Darío (Nicarágua).
É considerada como sua obra-prima El hombre que parecía un caballo.

## Obra

### Narrativa
- Una vida, 1914.
- El hombre que parecía un caballo, 1914.
- El trovador colombiano, 1920.
- El señor Monitot, 1922.
- La oficina de paz de Orolandia, 1925.
- El mundo de los maharachías, 1938.
- Viaje a Ipanda, 1939.
- Manuel Aldano, 1914 (teatro).
- Ecce Pericles (biografia do ditador Manuel Estrada Cabrera).

### Poesia
- Maya, 1911.
- Los atormentados, 1914.
- Las rosas de Engaddi, 1927.
- Por un caminito así, 1947.